# إدموند كازماريك
إدموند كازماريك (بالبولندية: Edmund Kaczmarek)‏ (و. 1935 – 2011 م) هو، توفي عن عمر يناهز 76 عاماً.